# Brevard megye
Brevard megye az Amerikai Egyesült Államokban, azon belül Florida államban található. Megyeszékhelye Titusville, legnagyobb városa Palm Bay. Lakosainak száma 606 612 fő (2020. április 1.). Brevard megye Volusia, Indian River, Osceola, Orange és Seminole megyékkel határos.

## Népesség
A megye népességének változása:
| Lakosok száma | 544 019 | 544 224 | 547 161 | 550 823 | 568 088 | 606 612 |
|               | 2010    | 2011    | 2012    | 2013    | 2015    | 2020    |